# ゴールドカップ (浦和競馬)
ゴールドカップは、埼玉県浦和競馬組合が浦和競馬場で施行する地方競馬（南関東公営競馬）の重賞競走である。格付けはSI。
副賞は、埼玉県浦和競馬組合管理者賞、（一社）埼玉県馬主会会長賞、関東地方公営競馬協議会賞、スポーツニッポン新聞社杯、また生産牧場賞がある（2024年）。

## 概要
1957年に南関東所属のサラブレッド系3歳馬によるダート2000mのハンデ重賞競走として創設。第5回から施行時期を夏から冬に移行し、2001年まで実施された。2002年から2007年まで開催が休止されたが、2008年7月にサラブレッド系4歳以上ダート1500m別定と条件が変更され再開された。2011年にオーバルスプリントがダートグレード競走に移行して以降は、12月に施行となり条件がサラブレッド系3歳以上に変更された。
2017年よりSIIIからSIIに格上げされ、距離もダート1400mに変更された。2021年よりSIIからSIに格上げされることになり、負担重量も別定から定量に変わった。
かつて浦和競馬場ではアラブ系によるシルバーカップという重賞競走が行われていた。

### 条件・賞金等（2024年）
出走資格
サラブレッド系3歳以上、南関東所属馬。
- JBCスプリントで上位5着までに入った馬のうちの南関東所属上位2頭と、まがたま賞と船橋記念の優勝馬に優先出走権がある。

負担重量
定量。3歳56kg、4歳以上57kg、牝馬2kg減（南半球産3歳1kg減）。
賞金額
1着3100万円、2着1085万円、3着620万円、4着310万円、5着155万円。

## 歴代優勝馬（第46回以降）
| 回数   | 施行年月日     | 距離  | 優勝馬             | 性齢 | 所属 | タイム | 優勝騎手   | 管理調教師 | 馬主                       |
| ------ | -------------- | ----- | ------------------ | ---- | ---- | ------ | ---------- | ---------- | -------------------------- |
| 第46回 | 2008年7月2日   | 1500m | チェレブラーレ     | 牡4  | 大井 | 1:33.9 | 張田京     | 太田進     | 矢野秀春                   |
| 第47回 | 2009年7月1日   | 1500m | ノースダンデー     | 牡4  | 船橋 | 1:32.1 | 左海誠二   | 林正人     | 小川正男                   |
| 第48回 | 2010年6月23日  | 1500m | ボランタス         | 牡6  | 川崎 | 1:33.6 | 山崎誠士   | 山崎尋美   | 齊藤四方司                 |
| 第49回 | 2011年12月23日 | 1500m | ナイキマドリード   | 牡5  | 船橋 | 1:34.4 | 戸崎圭太   | 川島正行   | 小野誠治                   |
| 第50回 | 2012年12月12日 | 1500m | ナイキマドリード   | 牡6  | 船橋 | 1:34.2 | 戸崎圭太   | 川島正行   | 小野誠治                   |
| 第51回 | 2013年12月11日 | 1500m | ジョーメテオ       | 牡7  | 浦和 | 1:34.7 | 坂井英光   | 小久保智   | 上田けい子                 |
| 第52回 | 2014年12月11日 | 1500m | リアライズリンクス | 牡4  | 浦和 | 1:34.5 | 左海誠二   | 小久保智   | 飯田訓大                   |
| 第53回 | 2015年12月22日 | 1500m | ソルテ             | 牡5  | 大井 | 1:33.2 | 吉原寛人   | 寺田新太郎 | （株）フロンティア・キリー |
| 第54回 | 2016年12月21日 | 1500m | トキノエクセレント | 牡8  | 川崎 | 1:33.5 | 見澤譲治   | 八木正喜   | 田中準市                   |
| 第55回 | 2017年12月20日 | 1400m | ソルテ             | 牡7  | 大井 | 1:27.8 | 吉原寛人   | 寺田新太郎 | （株）フロンティア・キリー |
| 第56回 | 2018年12月24日 | 1400m | キャプテンキング   | 牡4  | 大井 | 1:25.7 | 坂井英光   | 的場直之   | 平本敏夫                   |
| 第57回 | 2019年12月25日 | 1400m | ブルドッグボス     | 牡7  | 浦和 | 1:25.7 | 御神本訓史 | 小久保智   | HimRockRacingHD(株)        |
| 第58回 | 2020年12月23日 | 1400m | ブルドッグボス     | 牡8  | 浦和 | 1:26.1 | 御神本訓史 | 小久保智   | HimRockRacingHD(株)        |
| 第59回 | 2021年12月21日 | 1400m | ティーズダンク     | 牡4  | 浦和 | 1:26.4 | 和田譲治   | 水野貴史   | 立山伸二                   |
| 第60回 | 2022年12月22日 | 1400m | スマイルウィ       | 牡5  | 船橋 | 1:25.5 | 矢野貴之   | 張田京     | 組）SRT                    |
| 第61回 | 2023年12月21日 | 1400m | スマイルウィ       | 牡6  | 船橋 | 1:28.3 | 矢野貴之   | 張田京     | 組）SRT                    |
| 第62回 | 2024年12月24日 | 1400m | アウストロ         | 牡5  | 浦和 | 1:27.0 | 秋元耕成   | 小澤宏次   | 迎徹                       |

出典：南関東4競馬場公式「ゴールドカップ競走優勝馬 」https://www.nankankeiba.com/win_uma/61.do